# Musaitu, Taraclia
Musaitu este un sat situat în sud-estul Republicii Moldova, în Raionul Taraclia.

## Geografie
În partea de mijloc a satului este amplasată râpa Musaitu, o arie protejată din categoria monumentelor naturii de tip geologic sau paleontologic.

## Demografie

### Structura etnică
Structura etnică a localității conform recensământului populației din 2004:
| Grup etnic                    | Populație | % Procentaj |
| ----------------------------- | --------- | ----------- |
| Ucraineni                     | 760       | 70,31%      |
| Băștinași declarați Moldoveni | 124       | 11,47%      |
| Ruși                          | 84        | 7,77%       |
| Găgăuzi                       | 67        | 6,20%       |
| Bulgari                       | 38        | 3,52%       |
| Țigani                        | 2         | 0,19%       |
| Alții                         | 6         | 0,56%       |
| Total                         | 1081      |             |

## Administrație și politică
Componența Consiliului local Musaitu (9 consilieri), ales la 5 noiembrie 2023, este următoarea:
|  | Partid                                       | Consilieri | Componență | Componență | Componență | Componență | Componență | Componență | Componență |
|  | -------------------------------------------- | ---------- | ---------- | ---------- | ---------- | ---------- | ---------- | ---------- | ---------- |
|  | Candidat independent SERGHEI VÎHODEȚ         | 1          |            |            |            |            |            |            |            |
|  | Partidul Socialiștilor din Republica Moldova | 7          |            |            |            |            |            |            |            |
|  | Partidul Comuniștilor din Republica Moldova  | 1          |            |            |            |            |            |            |            |